# Хилишеу-Кришан (Ботошани)
Хилишеу-Кришан (рум. Hilișeu-Crișan) насеље је у Румунији у округу Ботошани у општини Хилишеу-Хорија. Oпштина се налази на надморској висини од 195 m.

## Становништво
Према подацима из 2002. године у насељу је живело 976 становника, од којих су сви румунске националности.